# Shani Pallaska
Shani Pallaska (ur. 1928 w Gjakovej, zm. 13 stycznia 1999 w Prisztinie) – kosowski aktor, znany z udziału w filmie Crveni udar z 1974 roku.

## Filmografia

### Filmy
| Rok  | Tytuł                      | Rola      |
| ---- | -------------------------- | --------- |
| 1960 | Kapitan Les                | on sam    |
| 1968 | Mściciel z Przeklętej Góry |           |
| 1971 | Të ngujuarit               |           |
| 1972 | Si të vdiset               |           |
| 1974 | Crveni udar                |           |
| 1977 | E kafshoja terrin          |           |
| 1977 | Duke pritur Godon          |           |
| 1978 | Poseta u noci              |           |
| 1978 | Epoka para gjyqit          |           |
| 1979 | Kur pranvera vonohet       |           |
| 1980 | I ikuri                    | Maxhupi 1 |
| 1980 | Gjurmët e bardha           |           |
| 1981 | Tre vetë kapërcejne malin  |           |
| 1983 | Nabujala reka              |           |
| 1995 | Era e mollës               |           |

### Seriale
| Rok  | Tytuł                |
| ---- | -------------------- |
| 1979 | Era e Lisi           |
| 1980 | Kur pranvera vonohet |